# 아틀레티코 산루케뇨 CF
아틀레티코 산루케뇨 CF(카탈루냐어: Atlético Sanluqueño Club de Fútbol)는 스페인 안달루시아주 카디스도 산루카르데바라메다를 연고로 하는 축구단이다. 1948년에 창단되었지만 공식 대회에 등록된 것은 1951년이며, 프리메라 페데라시온에 참가하고 있다.

## 선수 명단

### 현역
참고: FIFA 자격 규정에 따라 소속된 국가대표팀 국기를 표시합니다. 선수는 복수의 FIFA 비회원국 국적을 가지고 있을 수 있습니다.
| 번호 | 포지션 | 국적   | 이름              |
| ---- | ------ | ------ | ----------------- |
| 2    | FW     | 모로코 | 자카리아스 가일란 |

| 번호 | 포지션 | 국적 | 이름 |
| ---- | ------ | ---- | ---- |